# Prince du Grão-Pará
Pour les articles homonymes, voir Pará.
 (mars 2023).
Si vous disposez d'ouvrages ou d'articles de référence ou si vous connaissez des sites web de qualité traitant du thème abordé ici, merci de compléter l'article en donnant les références utiles à sa vérifiabilité et en les liant à la section « Notes et références ».
Dans l'empire du Brésil, le titre de prince du Grão-Pará désignait le second prince dans l'ordre de succession au trône impérial. Attribué officiellement à trois reprises, le titre fait référence à la plus grande province d'alors : le Grão-Pará.
Le titre a commencé à être utilisé avant l'indépendance du Brésil, mais c'est la Constitution de 1824 qui va le définir juridiquement, dans son article 105 : « l'héritier présomptif de l'empire portera le titre de prince impérial et son fils aîné celui de prince du Grão-Pará ; ses autres enfants celui de prince […] ».

## Histoire

### Brésil impérial
La première à utiliser le titre est Marie de Portugal, en tant que fille aînée du prince royal de Portugal, elle l'utilise conjointement avec celui de princesse de Beira. À l'époque, il ne s'agit donc pas d'un titre brésilien à proprement parler, le Brésil étant encore sous domination portugaise.
Après la proclamation de l'indépendance du Brésil le 12 octobre 1822, elle prend le titre de princesse impériale du Brésil. Cependant, Marie est également la première à porter le titre brésilien, puisqu'à la naissance de son frère, Pierre du Brésil, le 2 décembre 1825, elle perd son titre de princesse impériale pour redevenir princesse du Grão-Pará, malgré le fait que la Constitution réserve clairement ce titre au mâle premier né du prince impérial. Elle profite brièvement de ce titre, puisqu'en devenant reine de Portugal en 1826, elle renonce de facto à tous ses titres brésiliens.
Le titre n'est plus utilisé jusqu'à la naissance de Pierre d'Orléans-Bragance, fils de la princesse impériale Isabelle du Brésil et de Gaston d'Orléans. Il est à noter qu'Isabelle du Brésil avait eu une première fille, mais étant mort-née, le titre de princesse du Grão-Pará ne lui avait pas été attribué.

### Après la monarchie
En 1908, à la suite de son mariage avec Élisabeth Dobrzensky de Dobrzenicz, Pierre d'Orléans-Bragance, devenu prince impérial à la mort de son grand-père l'empereur Pierre II en 1891, est contraint par sa mère de renoncer à ses droits au trône du Brésil, ce à quoi il consent. Son frère Luiz devient donc de jure prince impérial du Brésil. Le fils de ce dernier, Pedro Henrique devient ainsi prince du Grão-Pará. Actuellement, depuis 2024, le titre de prince (princesse) du Grão-Pará de la branche de Vassouras est porté par la princesse Marie-Gabrielle d'Orléans-Bragance, nièce du prince Bertrand, chef de la famille impériale depuis 2022, qui n'a pas d'enfant.
Néanmoins, le fils du prince Pierre d'Orléans-Bragance, le prince Pierre-Gaston, estime que la renonciation de son père était strictement personnelle et, de son propre chef, se considère comme l'empereur titulaire du Brésil. Il est à l'origine de la branche de Petropolis, dans laquelle le titre de prince du Grão-Pará est jusqu'en 2007 porté par le prince Pedro Tiago d'Orléans-Bragance.

## Liste des princes et princesses du Grão-Pará
- 1819-1822 : Marie de Portugal, en tant que deuxième dans l'ordre de succession au trône, fille aînée du prince royal de Portugal ;
- 1825-1826 : Marie de Portugal, en tant que deuxième dans l'ordre de succession au trône, sœur aînée du prince impérial ;
- 1875-1908 : Pierre d'Orléans-Bragance, en tant que deuxième dans l'ordre de succession au trône, fils aîné de la princesse impériale ;
- 1908-1981 : Pedro Henrique d'Orléans-Bragance ;
- 2022-2024 : Raphaël d'Orléans-Bragance ;
- depuis 2024 : Marie-Gabrielle d'Orléans-Bragance.